# Станіславка (Подільський район)
Станісла́вка — село Куяльницької сільської громади в Подільському районі Одеської області, Україна. Населення становить 1097 осіб. Відстань до райцентру становить понад 35 км і проходить автошляхом Т 1622.
У селі розташований пункт пропуску через молдавсько-український кордон Станіславка — Веренкеу.
Поштовий індекс — 66333. Телефоний код — 4862. Займає площу 3,81 км². Код КОАТУУ — 5122986401.

## Історія
Під час організованого радянською владою Голодомору 1932—1933 років померло щонайменше 10 жителів села.
Колишній орган місцевого самоврядування — Станіславська сільська рада.
12 червня 2020 року, відповідно до Розпорядження Кабінету Міністрів України від № 724-р «Про визначення адміністративних центрів та затвердження територій територіальних громад Одеської області», увійшло до складу Куяльницької сільської територіальної громади.
19 липня 2020 року, в результаті адміністративно-територіальної реформи і ліквідації Подільського району (1923-2020), село увійшло до складу новоутвореного Подільського району Одеської області.

## Населення
Згідно з переписом УРСР 1989 року чисельність наявного населення села становила 1512 осіб, з яких 616 чоловіків та 896 жінок.
За переписом населення України 2001 року в селі мешкала 1331 особа.

### Мова
Розподіл населення за рідною мовою за даними перепису 2001 року:
| Мова       | Відсоток |
| ---------- | -------- |
| українська | 94,67 %  |
| російська  | 2,55 %   |
| молдовська | 2,48 %   |
| польська   | 0,15 %   |
| білоруська | 0,08 %   |
| угорська   | 0,08 %   |